# Carlo Municchi
Carlo Municchi (Firenze, 27 luglio 1831 – Firenze, 24 dicembre 1911) è stato un magistrato, prefetto e politico italiano.

## Carriera
- Prefetto di Genova (13 novembre 1887)
- Prefetto di Torino (4 febbraio 1893)
- Prefetto di Napoli (13 settembre 1893)
- Prefetto di Torino (23 aprile 1896)
- Prefetto di Palermo (20 marzo 1898)
- Prefetto di Milano (23 agosto 1898-24 dicembre 1899. Data del collocamento a riposo)

## Cariche politiche
- Consigliere comunale di Firenze
- Consigliere provinciale di Firenze